# Pilares

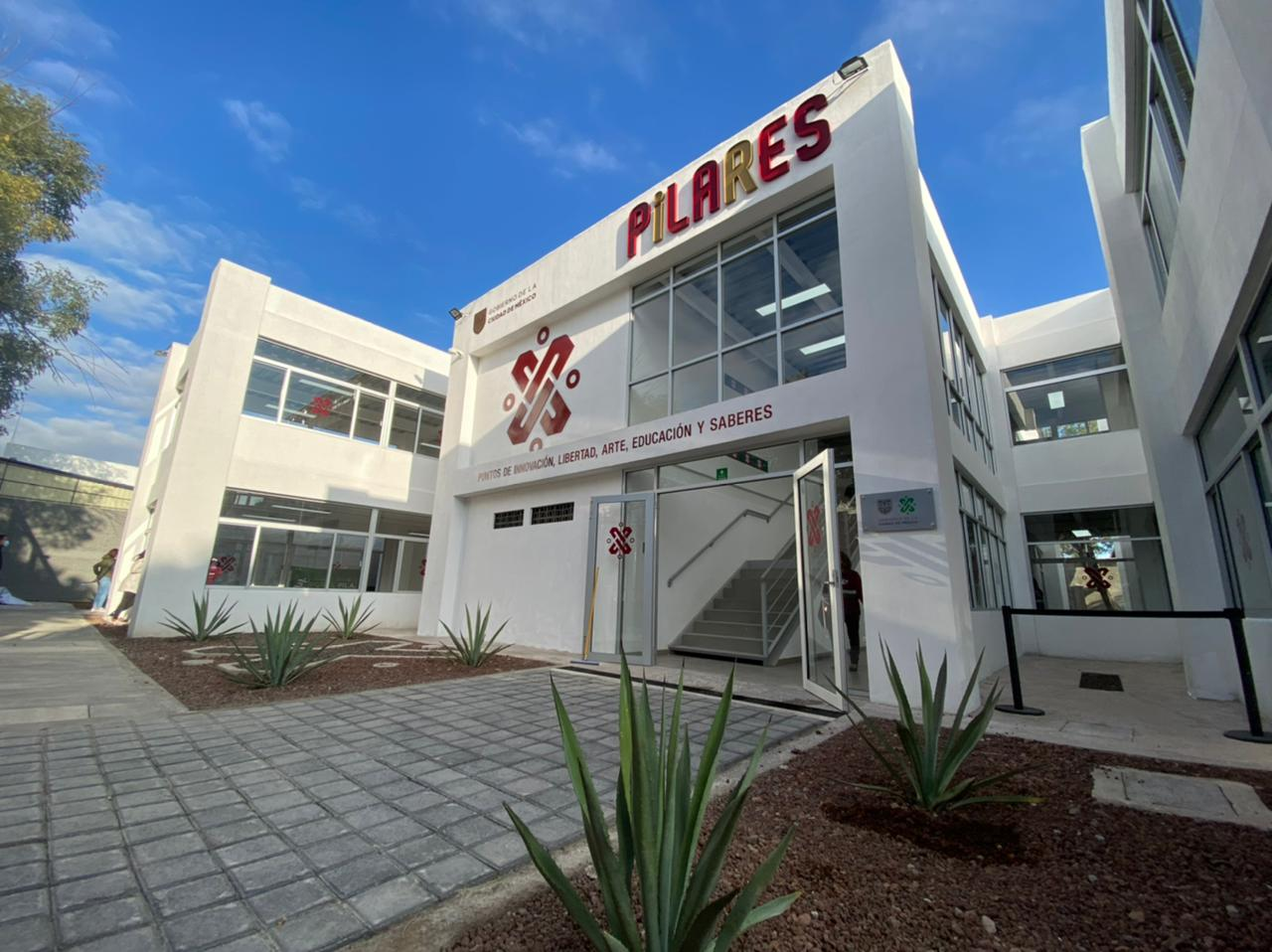
Jedno z centrów Pilares

Puntos de Innovación, Libertad, Arte, Educación y Saberes (pol. Punkty Innowacji, Wolności, Sztuki, Edukacji i Wiedzy), szerzej znane jako Pilares (pol. Filary) – publiczny program centrów dla społeczności lokalnych w mieście Meksyk, które oferują bezpłatne zajęcia kulturalne, sportowe i edukacyjne, skupiając się w szczególności na obszarach silnie zmarginalizowanych. W 2021 roku Pilares otrzymały nagrodę Construir Igualdad przyznawaną przez Międzynarodowe Centrum Promocji Praw Człowieka Organizacji Narodów Zjednoczonych do spraw Edukacji, Nauki i Kultury (UNESCO).

## Historia
W 2016 roku, podczas sprawowania przez Claudię Sheinbaum funkcji burmistrza Tlalpan, wdrożono program „Osobiste i internetowe doradztwo edukacyjne w centrach cybernauczania dla młodych ludzi w Tlalpan 2016” (hiszp. Asesorías educativas presenciales y en línea con jóvenes en cibercentros de aprendizaje Tlalpan 2016) w celu zniwelowania luk w wykształceniu. Program ten oferował osobom w każdym wieku możliwość ukończenia edukacji podstawowej, średniej lub wyższej za darmo i online. Z programu skorzystało 3600 uczniów i studentów, głównie młodych kobiet w wieku od 15 do 29 lat.
W 2017 roku program zmienił nazwę na „Cyberszkoły 2017” (hiszp. Ciberescuelas 2017) i obejmował utworzenie szkół internetowych oraz wyposażenie ich w meble i komputery z bezpłatnym dostępem do Internetu. Uczniom towarzyszył również opiekun, który pomagał im w procesie nauki i ukończeniu studiów. Dzięki tym usprawnieniom udało się obsłużyć większą liczbę osób, prawie 5800 uczniów, przy czym 59% stanowiły kobiety, a 41% mężczyźni, wszyscy w wieku od 15 do 29 lat.
W grudniu 2018 roku, podczas obejmowania urzędu burmistrza miasta Meksyk Claudia Sheinbaum przedstawiła program Punktów Innowacji, Wolności, Sztuki, Edukacji i Wiedzy (hiszp. Puntos de Innovación, Libertad, Arte, Educación y Saberes, w skrócie Pilares) jako ewolucję projektu cyberszkół. Celem było utworzenie 300 ośrodków w 16 dzielnicach dystryktu federalnego, których zadaniem miała być promocja edukacji, kultury i sportu, zwłaszcza na obszarach zmarginalizowanych.
Powstawanie pierwszych Pilares rozpoczęło się w grudniu 2018 roku. Na 2019 rok zaplanowano utworzenie 150 ośrodków oraz kolejnych 150 ośrodków w 2020 roku. Obiekty te powstały w najbardziej narażonych obszarach miasta, aby wzmocnić tkankę społeczną, zapobiegać szerzeniu się przemocy oraz zagwarantować prawo dostępu do edukacji i kultury. Pierwszy ośrodek nazwany „Richard Wagner” zlokalizowany przy ulicy José Anselmo Clave otwarto 28 stycznia 2019 roku w obecności burmistrz miasta Claudii Sheinbaum.

## Charakterystyka

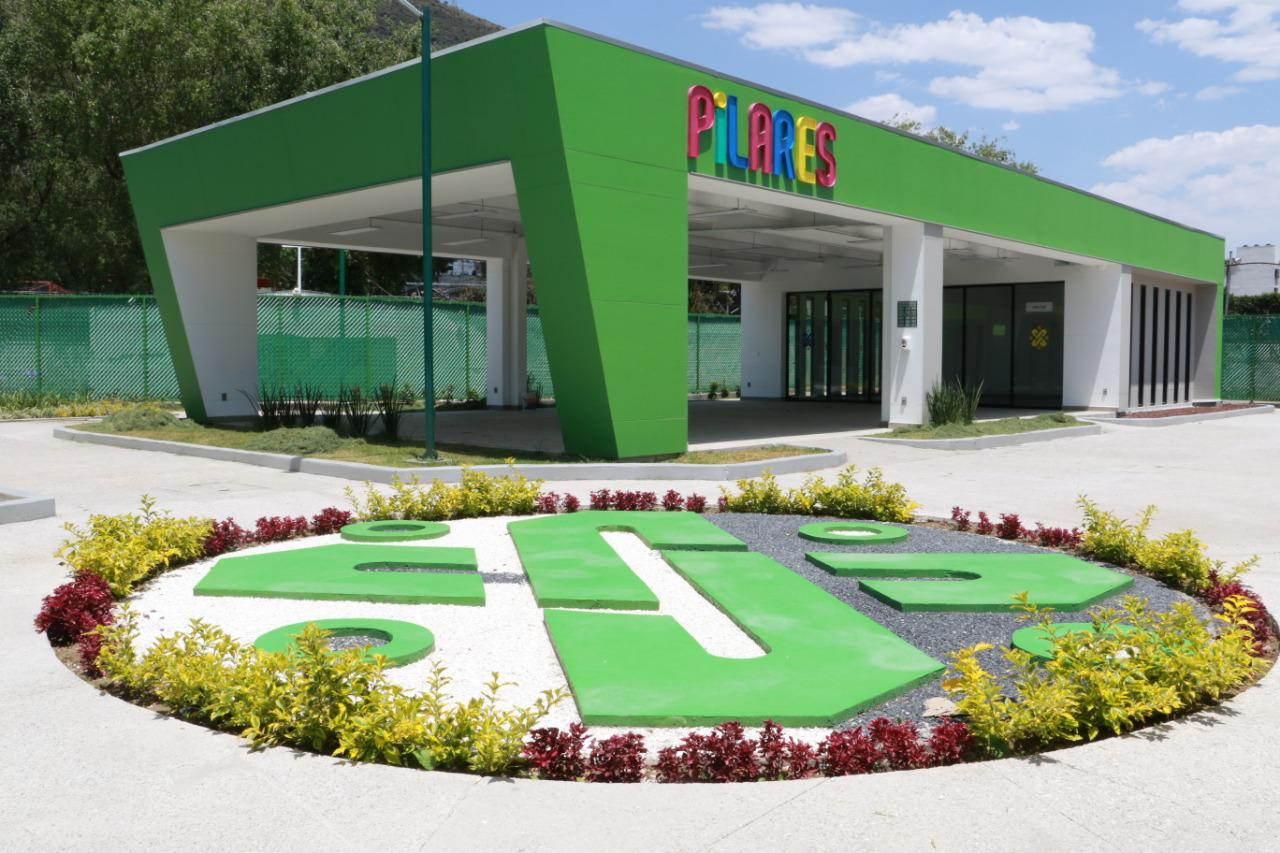
Jedno z centrów Pilares

Pilares to centra społecznościowe zarządzane przez władze miasta Meksyk w ramach kompleksowej polityki promującej aktywność obywatelską i zabezpieczenie społeczne. Ich głównym celem jest promowanie dostępu ludności do praw edukacyjnych, kulturalnych i sportowych, zwłaszcza na obszarach o wysokim poziomie marginalizacji.
Lokalizacja Pilares została ustalona na podstawie analizy terytorialnej typującej obszary o niższym wskaźniku rozwoju społecznego, przy wzięciu pod uwagę takich czynników, jak gęstość zaludnienia, wskaźniki przestępczości i odsetek młodych ludzi zamieszkujących dany obszar. Ponadto uwzględniano również prośby mieszkańców i organizacji społecznych.
Pilares oferują szereg bezpłatnych usług, w tym edukację dla osób w każdym wieku, zajęcia sportowe i szkolenia zawodowe, które mają na celu promowanie uzyskania niezależności finansowej. Dysponują zasobami takimi jak komputery, Internet oraz inne narzędzia ułatwiające naukę i rozwijanie umiejętności.
Początkowa inwestycja w budowę i wyposażenie tych ośrodków wyniosła około 1,2 miliarda pesos, a roczny koszt utrzymania i eksploatacji w 2023 roku wyniósł około 250 milionów pesos.

## Aktywności

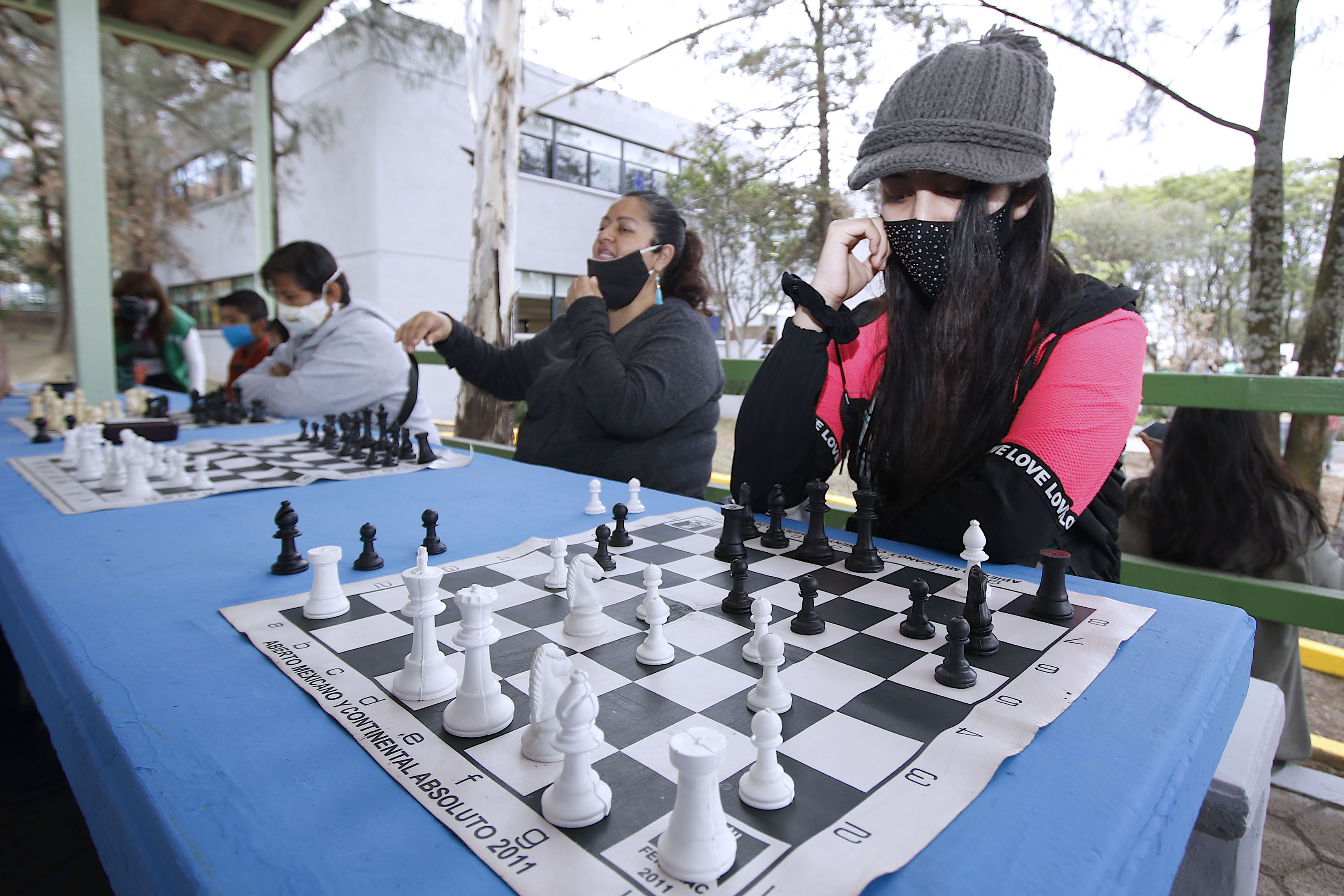
Lekcje gry w szachy w Pilares „Valle de Luces”

Pilares oferują lokalnym społecznościom różnorodne bezpłatne usługi, takie jak dostęp do komputerów i Internetu, programy edukacyjne umożliwiające ukończenie szkół podstawowych, średnich i technicznych online we współpracy z różnymi uczelniami, a także szkoły kodowania, w których można się uczyć programowania. Ponadto Pilares oferują aktywności artystyczne, sportowe i służące osiągnięciu niezależności finansowej, zapewniając wsparcie przy zakładaniu małych przedsiębiorstw. W programie ośrodków są również wydarzenia takie jak koncerty, wystawy i warsztaty taneczne.
Wszystkie działania mają na celu zmniejszenie różnic edukacyjnych wśród młodych ludzi, przyczynianie się do niezależności finansowej kobiet, promowanie kształcenia i kreatywności społeczeństwa poprzez rozwijanie zdolności artystycznych oraz zwiększanie dostępu do usług z zakresu kultury fizycznej.
Od stycznia do kwietnia 2022 roku odnotowano 300 tysięcy osób korzystających z Pilares, w tym 160 tysięcy aktywnych użytkowników biorących udział w warsztatach oferowanych przez centra.

### Cyberszkoły
Cyberszkoły są dostępne dla wszystkich mieszkańców, ale priorytetowo traktowana jest młodzież w wieku od 15 do 29 lat, która chce rozpocząć, kontynuować lub ukończyć naukę w szkole podstawowej, średniej lub wyższej. Posiadają pomieszczenia wyposażone w komputery i łącza internetowe. Placówki obejmują także warsztaty poświęcone umiejętnościom cyfrowym, poznawczym i emocjonalnym.

### Matura online
W ramach Pilares władze miasta Meksyk oferują mieszkańcom opcję ukończenia szkoły średniej i uzyskanie matury online. Uczniowie, którzy nie mają komputera w domu, mogą udać się do Pilares, aby korzystać z platformy edukacyjnej i robić postępy w nauce.
Program matury online oferuje łącznie 12 interdyscyplinarnych przedmiotów, które uczeń zdaje pojedynczo w ciągu dwóch miesięcy. Postaciami dydaktycznymi w tym planie nauczania są doradca internetowy, ekspert w zakresie treści programu przedmiotu, który uczestniczy w rygorystycznym procesie szkolenia nauczycieli obejmującym kilka etapów oraz doradca będący ekspertem w dziedzinie psychopedagogiki, który towarzyszy uczniowi w procesie nauczania, ma misję wzmacniania wiary ucznia w siebie, a jednocześnie ułatwiania osiągania celów edukacyjnych, wykorzystując podejście skoncentrowane na odnajdywaniu rozwiązań.

### Kultura i sport
W ramach Pilares organizowane są warsztaty kulturalne obejmujące różne dziedziny, w tym muzykę (m.in. rap, hip-hop, śpiew i grę na gitarze), teatr, sitodruk i sztuki wizualne. W ramach promocji aktywności fizycznej i socjalizacji społecznej władze miasta Meksyk uruchomiły program Ponte Pila, którego celem jest zwiększenie dostępu do odpowiednich usług wychowania fizycznego we wszystkich 16 dzielnicach dystryktu federalnego.

## Ośrodki
W 2023 roku istniało 287 Pilares rozmieszczonych we wszystkich 16 dzielnicach miasta. Osiem z tych ośrodków jest powiązanych z utworzonym w 2019 roku Instytutem Studiów Wyższych im. Rosario Castellanos oraz Instytutem Edukacji Średniej. Centra różnią się wielkością i ofertą, dostosowując się do konkretnych potrzeb każdej społeczności. Obiekty zostały zbudowane lub odnowione przez Sekretariat Robót Publicznych i Usług Miasta Meksyk, a łączna kwota inwestycji wyniosła około 1,6 miliarda pesos.
Projekt powstał z myślą o utworzeniu 300 ośrodków, przy udziale dziesiątek przedsiębiorstw architektonicznych i architektów, takich jak Fernanda Canales, Frida Escobedo i Tatiana Bilbao. Ich działania były koordynowane przez Sekretariat Robót Publicznych Miasta Meksyk.

## Nagrody
W 2021 roku program Pilares został wyróżniony nagrodą Construir Igualdad 2020, przyznawaną przez Międzynarodowe Centrum Promocji Praw Człowieka Organizacji Narodów Zjednoczonych do spraw Edukacji, Nauki i Kultury (UNESCO). Nagrodą tą wyróżniane są inicjatywy promujące równość i niedyskryminację w miastach Ameryki Łacińskiej. W konkursie wzięło udział 68 kandydatów z 42 miast w ośmiu krajach Ameryki Łacińskiej.
W 2023 roku system edukacji społecznej w ramach programu Pilares otrzymał Międzynarodową Nagrodę Miast Edukujących za najlepsze praktyki w zakresie edukacji zgodnej z wartościami. Nagroda została przyznana za pracę Pilares na rzecz propagowania wartości niezbędnych do harmonijnego współistnienia i kultury pokoju. Wyróżnienie to przyznano 66 kandydatom z 55 miast i 11 krajów.